# چن یوفنگ
چن یوفنگ (انگلیسی: Chen Yufeng؛ زادهٔ ۱۷ ژانویهٔ ۱۹۷۰) بازیکن فوتبال زن اهل چین بود.